# Somoketro
Somoketro is een bestuurslaag in het regentschap Magelang van de provincie Midden-Java, Indonesië. Somoketro telt 1054 inwoners (volkstelling 2010).